# Pogorzeliska
Pogorzeliska est une localité polonaise de la gmina de Chocianów, située dans le powiat de Polkowice en voïvodie de Basse-Silésie.

## Histoire
De 1742 à 1945, Kriegheide fait partie de l'arrondissement de Lüben dans le district de Liegnitz au sein de la province de Silésie.